# Günther Schumacher
Günther Schumacher (Rostock, 27 giugno 1949) è un ex pistard tedesco.
Come ciclista dilettante in rappresentanza della Germania Ovest fu due volte medaglia d'oro olimpica nell'inseguimento a squadre, ai Giochi di Monaco di Baviera 1972 e a quelli di Montréal 1976, e quattro volte campione del mondo di specialità, nel 1970, 1973, 1974 e 1975. Fu poi attivo come professionista dal 1977 al 1984, gareggiando perlopiù nelle Sei giorni.

## Palmarès
- 1970 (dilettanti)

Campionati del mondo, Inseguimento a squadre (con Günter Haritz, Hans Lutz e Peter Vonhof)
- 1971 (dilettanti)

Campionati tedeschi occidentali, Inseguimento a squadre (con Peter Vonhof, Rainer Podlesch e Bernd Jaroszewicz)
- 1972 (dilettanti)

Campionati tedeschi occidentali, Inseguimento a squadre (con Michael Becker, Bernd Jaroszewicz e Peter Vonhof)
Giochi olimpici, Inseguimento a squadre (con Jürgen Colombo, Günter Haritz e Udo Hempel)
- 1973 (dilettanti)

Campionati tedeschi occidentali, Omnium Dilettanti
Campionati del mondo, Inseguimento a squadre (con Günter Haritz, Hans Lutz e Peter Vonhof)
- 1974 (dilettanti)

Campionati tedeschi occidentali, Chilometro a cronometro
Campionati del mondo, Inseguimento a squadre (con Hans Lutz, Dietrich Thurau e Peter Vonhof)
- 1975 (dilettanti)

Campionati tedeschi occidentali, Inseguimento a squadre (con Ralf Stambula, Holger Nagel e Dieter Münch)
Campionati tedeschi occidentali, Americana Dilettanti (con Gregor Braun)
Campionati del mondo, Inseguimento a squadre (con Gregor Braun, Hans Lutz e Peter Vonhof)
- 1976 (dilettanti)

Giochi olimpici, Inseguimento a squadre (con Gregor Braun, Hans Lutz e Peter Vonhof)
- 1977 (dilettanti)

Campionati tedeschi occidentali, Inseguimento individuale Dilettanti
Campionati tedeschi occidentali, Chilometro a cronometro

## Piazzamenti

### Competizioni mondiali
- Campionati del mondo

Leicester 1970 - Inseguimento a squadre: vincitore
San Sebastián 1973 - Inseguimento a squadre: vincitore
Montréal 1974 - Chilometro a cronometro: 4º
Montréal 1974 - Inseguimento a squadre: vincitore
Rocourt 1975 - Inseguimento a squadre: vincitore
San Cristóbal 1977 - Chilometro a cronometro: 2º
San Cristóbal 1977 - Inseguimento a squadre: 2º
Monaco di Baviera 1978 - Inseguimento individuale Prof.: 5º
Amsterdam 1979 - Inseguimento individuale Prof.: 6º
- Giochi olimpici

Monaco di Baviera 1972 - Inseg. a squadre: vincitore
Montréal 1976 - Inseg. a squadre: vincitore